# ゴサス県
ゴサス県（ゴサスけん、Département de Gossas）は、セネガル西部ファティック州北東部にある県。ゴサス、ギンギネオ2市とコロバン郡、ンバカフン郡、ワジョール郡からなる。県都はゴサス。